# Melaleuca alternifolia
Melaleuca alternifolia (лат.) — дерево или высокий кустарник рода Чайных деревьев. Эндемик Австралии, встречается на юго-востоке Квинсленда и на северном побережье, а также прилегающих к нему хребтах Нового Южного Уэльса, где растёт вдоль ручьёв и на болотистых равнинах, и часто является доминирующим видом там, где встречается.

## Описание
Melaleuca alternifolia — небольшое дерево высотой около 7 м с кустарниковой кроной и светлой, папьевидной корой. Листья расположены попеременно, иногда разбросанно или мутовчато. Листья гладкие, мягкие, линейной формы, 10-35 мм длиной и 1 мм шириной. В них содержится много масла, при этом видны железы. Цветки белого или кремового цвета с шипами 3-5 см длиной, цветут в течение короткого периода времени, в основном с весны до начала лета, и придают дереву пушистый вид. Небольшие древесные, чашевидные плоды диаметром 2-3 мм рассеяны по ветвям.

## Таксономия и название
Впервые Melaleuca alternifolia описана в 1905 году Джозефом Мэйденом и Эрнстом Бетхе как Melaleuca linariifolia var. alternifolia. Описание было опубликовано в Proceedings of the Linnean Society of New South Wales, но в 1925 году Чил Эдвин переименовал вид в Melaleuca alternifolia. Эпитет (alternifolia) происходит от латинских составных alternus — «альтернативный», и folium — обозначающее расположение листьев.

## Ареал
Melaleuca alternifolia эндемична для Австралии и встречается от Графтона в Новом Южном Уэльсе до Страуда и на севере до Мэриборо в Квинсленде. Произрастает вдоль ручьёв и в болотистых местах.

## Галерея
- M. alternifolia (культивированная) растёт в Ментоне, Франция
- Плоды
- Кора
- Дерево
- Цветки